# Cupido lunulatus
Cupido lunulatus är en fjärilsart som beskrevs av Gmelin 1788/91. Cupido lunulatus ingår i släktet Cupido och familjen juvelvingar. Inga underarter finns listade i Catalogue of Life.